# Pegesimallus namibiensis
Pegesimallus namibiensis là một loài ruồi trong họ Asilidae. Pegesimallus namibiensis được Londt miêu tả năm 1980. Loài này phân bố ở vùng nhiệt đới châu Phi.